# Hymn Surinamu
God zij met ons Suriname lub Opo kondreman („Niech Bóg będzie z naszym Surinamem”) – hymn państwowy Surinamu.
Hymn ma dwie zwrotki. Pierwsza wykonywana jest w języku niderlandzkim, druga w języku sranan tongo.

## Tekst
Pierwsza zwrotka (niderlandzki):
God zij met ons Suriname
Hij verheffe ons heerlijk land
Hoe wij hier ook samen kwamen
Aan zijn grond zijn wij verpand
Werkend houden w'in gedachten
Recht en waarheid maken vrij
Al wat goed is te betrachten
Dat geeft aan on land waardij.
Druga zwrotka (sranan tongo):
Opo kondreman un opo
Sranangron e kari un.
Wans' ope tata komopo
Wi mus' seti kondre bun.
Strey de’f strey wi no sa frede,
Gado de wi fesi man.
Heri libi te na dede
Wi sa feti gi Sranan.